# Ебер Моас
Ебер Моас (ісп. Eber Moas, нар. 21 березня 1969, Монтевідео) — уругвайський футболіст, що грав на позиції захисника, зокрема за клуб  та національну збірну Уругваю, у складі якої — переможець Копа Америка 1995 року.

## Клубна кар'єра
У дорослому футболі дебютував 1988 року виступами за команду «Данубіо», в якій провів три сезони. 
Згодом з 1992 по 1998 рік грав в Аргентині за «Індепендьєнте», у Колумбії за «Америка де Калі» та в Мексиці за «Монтеррей».
1998 року повернувся на батьківщину, де продовжив кар'єру в рідному «Данубіо». Цього разу відіграв за команду з Монтевідео наступні чотири сезони своєї ігрової кар'єри.
Протягом 2005—2006 років захищав кольори клубу «Расінг» (Монтевідео), а завершував ігрову кар'єру у команді «Рентістас», за яку виступав протягом 2007 року.

## Виступи за збірну
1988 року дебютував в офіційних матчах у складі національної збірної Уругваю.
У складі збірної був учасником чотирьої розіграшів Кубка Америки — 1991 року у Чилі, 1993 року в Еквадорі, 1995 року в Уругваї та 1997 року у Болівії. На домашньому для уругвайців турнірі 1995 року здобув титул континентального чемпіона.
Загалом протягом десятирічної кар'єри в національній команді провів у її формі 48 матчів.

## Титули і досягнення
- Володар Кубка Америки (1):

Уругвай: 1995
- Чемпіон Уругваю (1):

«Данубіо»: 1988